# Pavel Drtil
Pavel Drtil (* 8. února 1973 Vrbno pod Pradědem[zdroj?]) je český amatérský hráč šipek. Během své kariéry hrál na šipkařských mezinárodních turnajích, jako jsou World Darts Federation (WDF) a Professional Darts Corporation (PDC). Je dvojnásobným zlatým medailistou v soutěži jednotlivců EDU European Darts Championship a získal bronzovou medaili na WDF Europe Cupu. Českou republiku reprezentoval také na PDC World Cup of Darts a WDF World Cupu.

## Kariéra
Od roku 2006 se čtyřikrát zúčastnil Winmau World Masters. Nejlepšího výsledku dosáhl v roce 2012, kdy postoupil do třetího kola. První výrazný úspěch zaznamenal během EDU European Darts Championship v roce 2010, kdy získal zlatou medaili v soutěži jednotlivců. Na cestě do finále porazil Chorvata Borise Krčmáře a ve finálovém zápase porazil Belgičana Kurta van de Rijcka.
V roce 2010 byl povolán na PDC World Cup of Darts společně s Martinem Kapucianem jako reprezentanti Česka. Jejich účast zastavilo počasí, které přepravu na turnaj do Anglie neumožnilo. Další šanci zahrát si na turnaji Professional Darts Corporation dostal až v roce 2016 během PDC World Cup of Darts. Tentokrát reprezentoval společně s Michalem Kočíkem. V prvním kole je porazili Jüan-ťün Liou a Wen-ke Sie z Číny, poměrem 3:5. Následně získal další medaili na EDU European Darts Championship v soutěži jednotlivců. V roce 2018 získal i zlatou medaili. Ve finálovém zápase porazil El Abbase El Amriho.
V roce 2024 se mu podařilo kvalifikovat na Czech Darts Open 2024. V 1. kole porazil Joea Cullena a ve 2. kole porazil Joshe Rocka. Jeho posledním soupeřem byl Kim Huybrechts, který ho dokázal porazit a Drtil na turnaji skončil.